# 61-й кинофестиваль в Сан-Себастьяне
61-й кинофестиваль в Сан-Себастьяне проходил с 20 по 28 сентября 2013 года в Сан-Себастьяне (Страна Басков, Испания).

## Жюри
- Тодд Хейнс, кинорежиссёр (президент жюри).
- Мариэла Безуевски, продюсер.
- Валерия Бруни-Тедески, актриса и кинорежиссёр.
- Дэвид Бирн, музыкант.
- Паулина Гарсиа, актриса.
- Сеск Гай, кинорежиссёр.
- Диего Луна, актёр.

## Фильмы фестиваля

### Официальный конкурс
- «Каннибал», реж. Мануэль Мартин Куэнка ( Испания,  Румыния,  Россия,  Франция)
- «Клуб Сэндвич», реж. Фернандо Эймбке ( Мексика)
- «Узел дьявола», реж. Атом Эгоян ( США)
- «Враг», реж. Дени Вильнёв ( Испания,  Канада)
- «Тем, кто не может врать», реж. Ясмила Жбанич ( Босния и Герцеговина)
- «Рана», реж. Фернандо Франко ( Испания)
- «Моя душа, исцелённая тобой», реж. Франсуа Дюпейрон ( Франция)
- «Октябрь ноябрь», реж. Гётц Шпильманн ( Австрия)
- «Плохие волосы», реж. Мариана Рондон ( Венесуэла,  Перу,  Германия)
- «Набережная Орсе», реж. Бертран Тавернье ( Франция)
- «Возмездие», реж. Джонатан Теплицки ( Великобритания,  Австралия)
- «Легко живётся с закрытыми глазами», реж. Давид Труэба ( Испания)
- «Уик-энд в Париже», реж. Роджер Мишелл ( Великобритания)

### Вне конкурса
- «Суперкоманда», реж. Хуан Хосе Кампанелья ( Аргентина,  Испания)
- «Невероятное путешествие мистера Спивета», реж. Жан-Пьер Жёне ( Франция,  Канада)
- «Ведьмы из Сугаррамурди», реж. Алекс де ла Иглесиа ( Испания,  Франция)

## Лауреаты

### Официальные премии
- Золотая раковина: «Плохие волосы», реж. Мариана Рондон.
- Специальный приз жюри: «Рана», реж. Фернандо Франко.
- Серебряная раковина лучшему режиссёру:  Фернандо Эймбке («Клуб Сэндвич»).
- Серебряная раковина лучшей актрисе: Мариан Альварес («Рана»).
- Серебряная раковина лучшему актёру: Джим Бродбент («Уик-энд в Париже»).
- Приз жюри лучшему оператору : Пау Эстеве Бирба («Каннибал»).
- Приз жюри за лучший сценарий : Антонин Бодри, Кристоф Блэн, Бертран Тавернье («Набережная Орсе»).

### Неофициальные премии
- Награда лучшему молодому режиссёру - Kutxa: Бенедикт Эрлингссон («О лошадях и людях») ( Исландия,  Германия)
- Награда секции «Горизонты» : Фернандо Коимбра («Волк у двери») ( Бразилия)
- Приз зрительских симпатий: «Отец и сын», реж. Хирокадзу Корээда ( Япония) / «Бойфренд из будущего», реж. Ричард Кёртис ( Великобритания)
- Награда молодой аудитории: «Волк», реж. Джим Тайхутту ( Нидерланды)
- Приз Irizar Basque: «Asier eta biok / Asier y yo», реж. Амая Мерино, Айтор Мерино ( Испания,  Эквадор)
- Приз Tve Otra Mirada: «Молода и прекрасна», реж. Франсуа Озон ( Франция)

### Почётная награда — «Доностия» за вклад в кинематограф
- Хью Джекман
- Кармен Маура